# Plethodon yonahlossee
Plethodon yonahlossee är en groddjursart som beskrevs av Dunn 1917. Plethodon yonahlossee ingår i släktet Plethodon och familjen lunglösa salamandrar. IUCN kategoriserar arten globalt som livskraftig. Inga underarter finns listade i Catalogue of Life.